# Simba Bhora F.C.
Simba Bhora Football Club – zimbabwejski klub piłki nożnej z siedzibą w Shamva (Maszona Środkowa), założony w 2008 roku. Obecnie występuje w Zimbabwe Premier Soccer League. Aktualny mistrz kraju.

## Sukcesy

### Rozgrywki ligowe
- Mistrzostwo Zimbabwe - 2024

## Obecny skład
Stan na 15 marca 2025
| Nr | Poz. | Piłkarz            |
| -- | ---- | ------------------ |
| 6  | PO   | Tichaona Chipunza  |
| 8  | PO   | Junior Makunike    |
| 17 | BR   | Taimon Mvula       |
| 31 | BR   | Simbarashe Chinani |
| 42 | PO   | Trevor Mavhunga    |
| 80 | BR   | William Thole      |
| ?  | OB   | Partson Jaure      |
| ?  | OB   | Blessing Moyo      |
| ?  | PO   | Butholezwe Ncube   |
| ?  | NA   | Talent Chawapiwa   |
| ?  | NA   | Isaskar Gurirab    |
| ?  | PO   | Donald Mudadi      |
| ?  | BR   | Charles Thomu      |
| ?  | NA   | Timotenda Meke     |
| ?  | OB   | Isheanesu Mauchi   |